# 胡金定
胡金定，傳說三國時代關羽之妻、關索之母，乃明代《花關索傳》的登場人物。

## 《花關索傳》
胡金定的父親為胡員外，夫婿關羽，兒子關索。
184年，劉備、關羽、張飛桃園結義，關張兩人為斷絕後顧之憂，決定互相清洗家族成員。張飛到關羽的家後，關平乞求保命，於是張飛收納關平為部下。然而，張飛並未遇到關羽的妻子胡金定。於是，胡金定返回娘家胡家莊，期間誕下男兒（即關索）。
7年後（192年），男兒7歲時走失，被索員外撿下收為養子。9歲時，被花岳先生收為弟子，改名「花關索」並獲傳授武藝，並學習《三略》和《六韜》。
203年，索18歲，向花岳先生詢問父母的事情，於是花岳先生著他前往索家莊。兩人道別後，關索下山並找到索員外。索員外告訴他的生父正是為當今仁義之士劉備效力的關雲長將軍，並一同出發去胡家莊。索的外祖父胡員外起初對索的身份有所懷疑，後來在其耳背找到印記，這個印記正是母親胡金定所留下的，母子因此相認。
同時，太行山的強盜襲擊胡家莊，花關索披上由父親留下的甲冑和花帽上陣，並帶上武器迎戰山賊兩名頭目許拔山和趙拿雲，並成功生擒之。許抜山和趙拿雲與其手下十人共12人一起歸順關索。自此，花關索與胡員外道別後，與母親胡金定帶著12人前往西川尋找關羽。
211年，身處興劉寨的關羽做了怪夢，向龐統和諸葛亮占問。龐統占道：「三兄弟中有一人今天遇到凶事」，諸葛亮卻預言三兄弟會有新兄弟加入之喜事。下午，吳王孫權的部下姚賓向關羽投降，關羽大喜並與之結成義兄弟。然而，在夜間姚賓易上關羽的服裝並偷去赤兔馬逃走。翌日，關羽得知被背叛後，聯絡劉備並與眾人一起追趕姚賓。姚賓騎著赤兔馬剛好與關索一幫人相遇，姚賓自稱關羽，卻被母親胡金定識穿。此時，張飛趕到並解釋一切，姚賓欲逃走卻被花關索所殺。張飛得悉胡金定的事情後，立即與關索一起飛奔到關羽處。此時，正在西走追逐姚賓的關羽卻被曹操軍包圍並陷入苦戰。在張飛、趙雲、關平和關索的支援下，最終大敗曹軍。
張飛將花關索的事情告訴關羽後，關羽卻不相信。花關索大怒說會投奔曹操，張飛講述胡金定的情況後，關羽最終信納。關索道歉並收回言論。然後，關羽和關索與胡金定和劉備會合，並設宴慶祝。